# Вовчищовичі
Вовчищо́вичі — село в Україні, у Яворівському районі, Львівської області. Населення становить 444 особи станом на 2023 рік. Орган місцевого самоврядування — Судововишнянська міська рада.
Вовчищовичі розташовані за 12 км на південний захід від м. Судова Вишня. Перша письмова згадка про цей населений пункт датована 1436 роком.

## Населення

### Мова
Розподіл населення за рідною мовою за даними перепису 2001 року:
| Мова       | Кількість | Відсоток |
| ---------- | --------- | -------- |
| українська | 603       | 100%     |

## Відомі мешканці

### Народились
- Кравець Ганна Миколаївна (1944) — українська радянська діячка, ланкова колгоспу імені Ярослава Галана Мостиського району Львівської області. Депутат Верховної Ради УРСР 7—9-го скликань.
- Мирович Роман Денисович (1892—1971) — один з активних учасників москвофільського політичного руху у Галичині XX сторіччя, публіцист та історик.
- Плахтина Омелян Григорович (1950-2021) - доктор технічних наук, професор, відомий вчений в галузі математичного моделювання і комп’ютерного симулювання складних електромеханічних систем з напівпровідниковими перетворювачами